# Ботруньо
Ботруньо (італ. Botrugno, сиц. Vithrugna) — муніципалітет в Італії, у регіоні Апулія, провінція Лечче.
Ботруньо розташоване на відстані близько 530 км на південний схід від Рима, 170 км на південний схід від Барі, 35 км на південь від Лечче.

Населення — 2816 осіб (2014).
Щорічний фестиваль відбувається 26 серпня. Покровитель — Sant'Oronzo.

## Демографія
Населення за роками:

Станом на 1 січня 2023 року в муніципалітеті офіційно проживали 24 іноземці з 7 країн, серед них 11 громадян країн Євросоюзу.

## Сусідні муніципалітети
- Сан-Кассіано
- Санарика
- Скоррано
- Суперсано